# Sida cordifolia

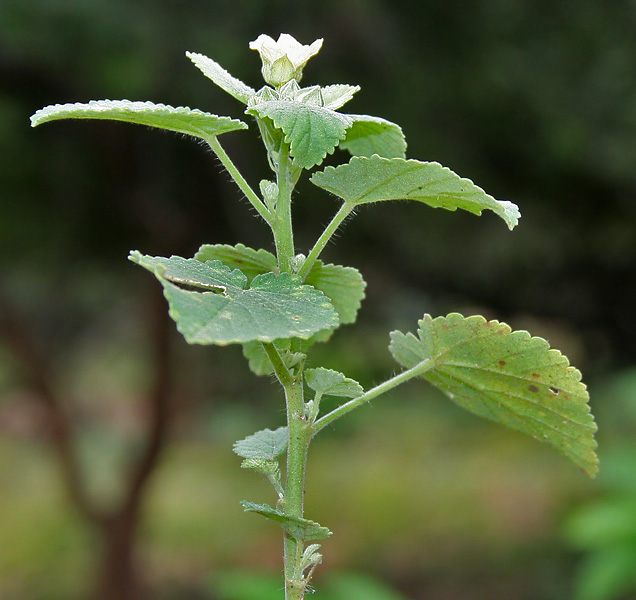
Detalle de la planta

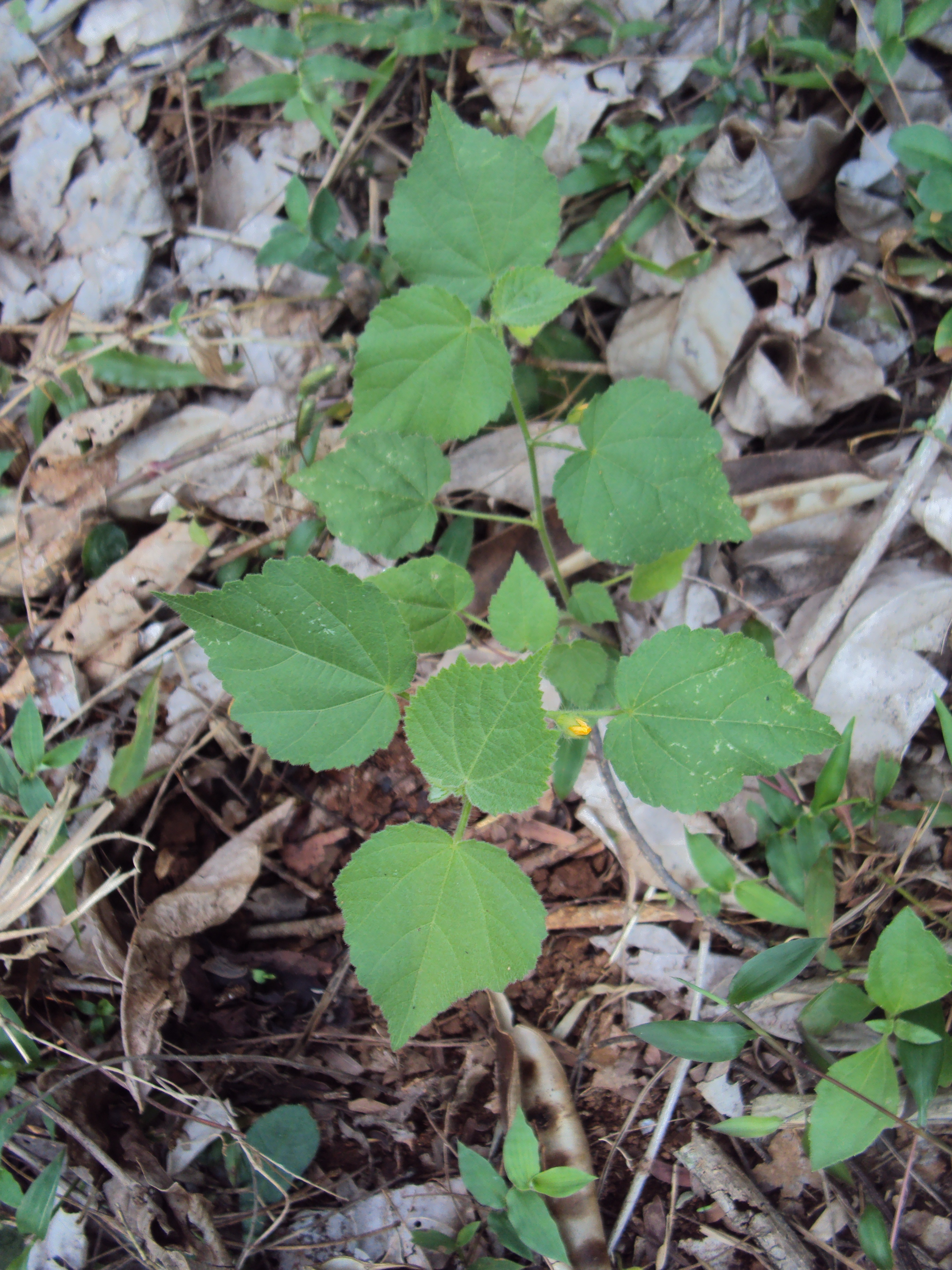
Vista de la planta en su hábitat

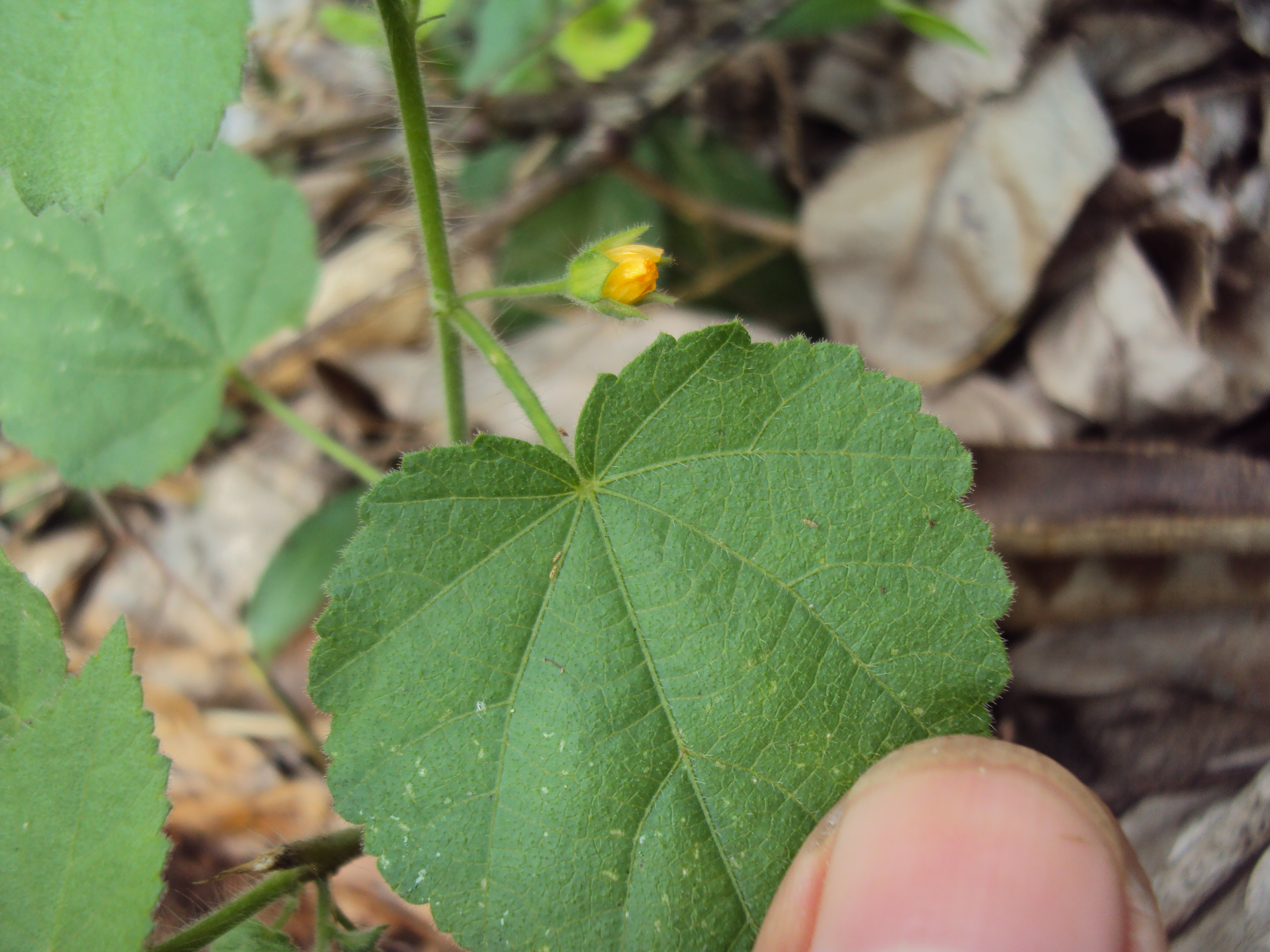
Detalle de la hoja

Sida cordifolia, conocida como bala, es una planta de la familia Malvaceae. 

## Distribución y hábitat
Esta especie es nativa de la India, se ha naturalizado por todo el mundo y se considera invasiva en África, Australia, el sur de Estados Unidos, las islas Hawái, Nueva Guinea y la Polinesia francesa. El nombre específico, cordifolia, se refiere a la hoja en forma de corazón.

## Descripción
Es un arbusto perennifolio que crece entre 75 a 150 cm de altura. Las raíces y el tallo son densos y consistentes. Las hojas miden 2,5-7 cm de largo y 2,5-5 cm de ancho, con 7-9 venas. Tienen forma de corazón, serradas y truncadas. Las flores son pequeñas, de color amarillo o blanco, únicas y situadas en las axilas. Los frutos miden 6-8 mm de diámetro. Las semillas se conocen como bijabanda en el conocimiento Ayurveda, son negras grisáceas y lisas. La planta florece de agosto a diciembre y da frutos de octubre a enero.

## Propiedades
No se han identificado taninos o glucósidos. Las raíces y el tallo contienen el alcaloide efedrina, usualmente hallado en las diferentes variedades de  Ephedra dentro de las Gymnospermaes. Análisis recientes han revelado que la efedrina y la pseudoefedrina son los principales alcaloides que constituyen las partes aéreas de la planta, las cuales presentan rastro de sitosterol y ácido palmítico, esteárico y hexacosanoico. Del aceite de semilla se aíslan diferentes tipos de ácidos.(Chem. Ind. 1985. 483).

## Usos
Sida cordifolia crece con su sistema de raíces fuertes en suelos difíciles y puede ser utilizada como planta de forraje, materia prima para el aislamiento y la celulosa. Puede ser procesada y convertida en pellets, briquetas, biogás, metanol, bioaceites y Sun Diesel. Los apicultores aprecian el rendimiento de miel de hasta 120 kg por hectárea.
Era usada en el sistema indio de medicina Āyurveda.  Fue estudiada por sus propiedades antiinflamatorias, para tratar el cáncer, y con la esperanza de regenerar hígado. Actúa como estimulante del sistema nervioso central, se usa como adelgazante, afrodisíaco y contra las enfermedades de pulmón, el paludismo y la sífilis, así como para la cicatrización de heridas. 

## Taxonomía
Sida cordifolia fue descrita por Carolus Linnaeus y publicado en Species Plantarum 2: 684. 1753.
Etimología
Sida: nombre genérico que  fue adoptado por Carlos Linneo de los escritos de Teofrasto, que lo usaba para el nenúfar blanco europeo, Nymphaea alba.
cordifolia: epíteto latíno que significa "hojas con forma de corazón".
Sinonimia
- Malvastrum cordifolium Rojas Acosta
- Malvinda cordifolia Medik.
- Sida altheifolia Sw.
- Sida conferta Link
- Sida decagyna Schumach. & Thonn. ex Schumach.
- Sida herbacea Cav.
- Sida holosericea Willd. ex Spreng.
- Sida maculata Cav.
- Sida micans Cav.
- Sida pellita Kunth
- Sida pungens Kunth
- Sida rotundifolia Lam.
- Sida rotundifolia Lam. ex Cav.
- Sida velutina Willd. ex Spreng.[11]